# Västragårdsten

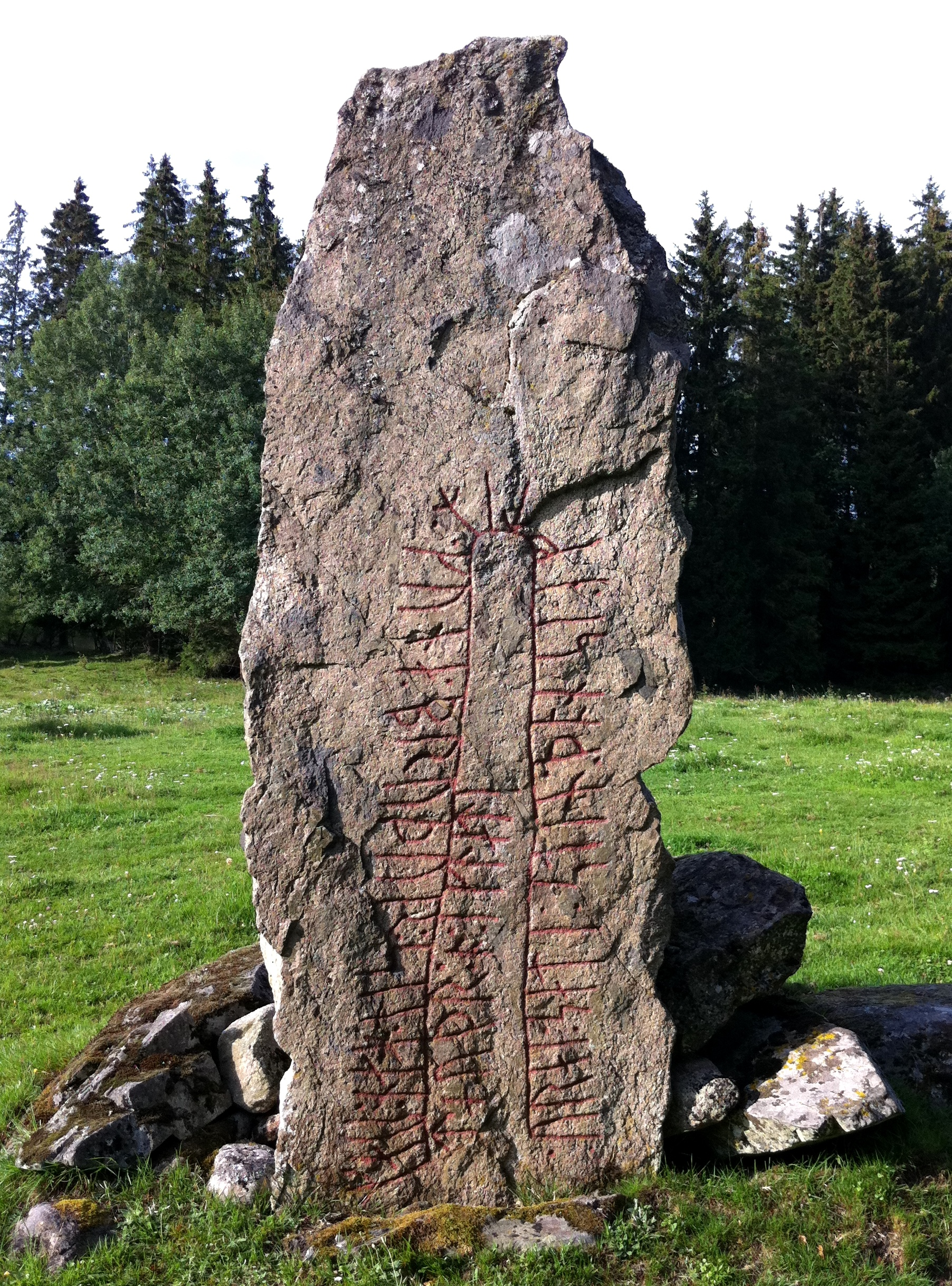
Västragårdstenen

Der Västragårdsten ist ein Runenstein in der schwedischen Gemeinde Sävsjö.
Der Stein befindet sich im Gräberfeld von Västragården nördlich des Sees Sävsjön, etwa drei Kilometer westlich von Sävsjö unweit der alten Straße von Sävsjö nach Vrigstad.
Der Stein hat eine Höhe von drei Metern. Die Breite beträgt ein Meter, seine Stärke 0,6 Meter. Die Inschrift des Steins lautet, ins Deutsche übertragen: Vråe errichtete diesen Stein in Gedenken an seinen Bruder Gunne. Er starb in England.
Von Vråe ist bekannt, dass es sich um einen lokalen Häuptling handelte. Er folgte vermutlich mit seinem Bruder Gune dem Jarl Håkan Eriksson nach England. Im Jahr 1029 ertrank der Jarl auf der Heimfahrt nach Norwegen. Wohl etwa in diesem Zeitraum errichtete Vråe zur Erinnerung an seinen in England verstorbenen Bruder den Stein.